# كتيلة غروية
كتيلة غروية (الاسم العلمي:Chiliadenus glutinosus) هي نوع من النباتات تتبع جنس الكتيلة من الفصيلة النجمية.